# Strahlungsleistung
Die Strahlungsleistung oder Strahlungsfluss {\displaystyle \Phi } oder {\displaystyle \Phi _{\mathrm {e} }} ist diejenige differentielle Energiemenge {\displaystyle \mathrm {d} Q} ({\displaystyle Q} ist die Strahlungsenergie), die pro Zeitspanne {\displaystyle \mathrm {d} t} von elektromagnetischen Wellen transportiert wird:
{\displaystyle \Phi ={\frac {\mathrm {d} Q}{\mathrm {d} t}}}
Ihre Einheit ist W (Watt).
In der Astronomie wird die Strahlungsleistung astronomischer Objekte als Leuchtkraft bezeichnet.

## Photonen
Aus dem Photonenstrom (Zahl der Photonen pro Zeit) {\displaystyle \phi ={\tfrac {\mathrm {d} N}{\mathrm {d} t}}} ergibt sich für monochromatisches Licht die Strahlungsleistung als:
{\displaystyle \Phi =h\cdot \phi \cdot \nu }
mit
- {\displaystyle h} = Planck-Konstante,
- {\displaystyle \nu } = Lichtfrequenz.

Für elektromagnetische Strahlung der Frequenz 540 THz (grünes Licht der Wellenlänge 555 nm) entspricht ein Photonenstrom von 2.79e18 s−1 einer Strahlungsleistung von 1 W.
Für polychromatisches Licht ergibt sich die Strahlungsleistung durch Integration über alle Frequenzen:
{\displaystyle \Phi =h\cdot \int _{0}^{\infty }{\frac {\mathrm {d} \phi }{\mathrm {d} \nu }}\cdot \nu \cdot \mathrm {d} \nu }.

## Verbindung zum Poynting-Vektor
Die Strahlungsleistung, die durch eine Oberfläche {\displaystyle \Sigma } strömt, hängt mit dem Poynting-Vektor {\displaystyle \mathbf {S} } wie folgt zusammen:
{\displaystyle \Phi =\oint _{\Sigma }\mathbf {S} \cdot \mathbf {\hat {n}} \,\mathrm {d} A,}
wobei {\displaystyle \mathbf {\hat {n}} } der Normalenvektor der Oberfläche und {\displaystyle \mathrm {d} A} ein differentielles Oberflächenelement ist.

## Bezug zu anderen Größen
Wird die Strahlungsleistung auf die Größe der bestrahlten Fläche bezogen, so erhält man die Bestrahlungsstärke {\displaystyle E} (Einheit: W/m²):
{\displaystyle E={\frac {\mathrm {d} \Phi }{\mathrm {d} A}}}.
Wird sie hingegen auf den Raumwinkel {\displaystyle \Omega } bezogen, in den ein Lichtbündel, das von einer Lichtquelle ausgeht, fällt, so erhält man die  Strahlstärke
{\displaystyle I={\frac {\mathrm {d} \Phi }{\mathrm {d} \Omega }}}
mit der Einheit W/sr.
In der Photometrie (Lichttechnik) ist die entsprechende Messgröße der Lichtstrom {\displaystyle \Phi _{\mathrm {v} }}, gemessen in der Einheit Lumen. Während die Strahlungsleistung (in diesem Zusammenhang meist {\displaystyle \Phi _{\mathrm {e} }} geschrieben) eine energetische, also objektive Messgröße ist, fließt beim Lichtstrom die spektrale Empfindlichkeit des menschlichen Auges ein (V-Lambda-Kurve). Die Verknüpfung zwischen beiden Größen ist das photometrische Strahlungsäquivalent {\displaystyle K} der Lichtquelle
{\displaystyle K\,=\,{\frac {\Phi _{\mathrm {v} }}{\Phi _{\mathrm {e} }}}},
das von deren Wellenlängenspektrum abhängig ist.